# Boeing AGM-84 Harpoon
O Harpoon é um sistema de míssil antinavio originalmente desenvolvido pela McDonnell Douglas dos Estados Unidos da América, cuja produção e desenvolvimento se encontra agora sob a tutela da Boeing Integrated Defense Systems. Em 2004, a Boeing entregou a 7000ª unidade produzida, desde a entrada desta poderosa arma ao serviço, em 1977. O sistema de mísseis foi já desenvolvido para uma versão de ataque costeiro, o Standoff Land Attack Missile (SLAM).
O Harpoon faz uso da tecnologia de active radar homing e trajectória a muito baixa altitude para aumentar a precisão e sobrevivência do próprio míssil. As plataformas de lançamento possíveis são:
- Aviões (AGM-84);
- Navios (RGM-84, dotado de um foguete de propulsão que é descartado após disparo, para delegar a propulsão aos turbojactos embutidos);
- Submarinos (UGM-84, também dotado de foguete e encapsulamento, para possibilitar o disparo debaixo de água, por um tubo de torpedo)
- Baterias de defesa costeiras.

Da concorrência a este míssil, destacam-se o Exocet de fabrico francês, o russo SS-N-25 e o chinês C-602.

## Versões e operadores

### Versão original
O Harpoon foi introduzido pela primeira vez em 1977 em resposta ao afundamento do contratorpedeiro Israelita Eilat, em 1967, pelos mísseis antinavio soviéticos Styx. Inicialmente projectado para ser lançado do ar pela Marinha dos Estados Unidos, o Harpoon foi adaptado para ser lançado a partir dos bombardeiros B-52G da Força Aérea dos EUA, pois poderiam transportar 8 a 12 unidades. Entretanto, seria adaptado para lançamento por F-16 Fighting Falcons, intensivamente utilizados pelos EUA, Singapura e Emirados Árabes Unidos. A Força Aérea da República da Singapura opera também 5 Fokker-50 Aviões de Patrulha Marítima (MPA) dotados de sonares e sensores para lançamento do míssil Harpoon. A Real Força Aérea Australiana pode disparar mísseis AGM-84 a partir dos seus aviões F-111C/G Aardvark, F/A-18 Hornet e AP-3C Orion. A Real Marinha Australiana dotou o seu maior equipamento de superfície para o Harpoon, bem como os submarinos da classe Collins. A Força Aérea Espanhola e a Marinha do Chile sou outros utilizadores do AGM-84D e podem disparar estes mísseis a partir de F-16, navios e aviões P-3 Orion. Também a Marinha Real Britânica integrou o Harpoon em muitos tipos de navios e submarinos, e a Real Força Aérea utiliza-o no seu avião de patrulha marítima Nimrod MR2. Outro utilizador do Harpoon é a Marinha do Paquistão, que o utiliza em fragatas e em P-3C Orion.

### Harpoon Block ID
Esta versão, construída na óptica de um confronto com a União Soviética, dispunha de um tanque de combustível maior. A missão foi, após 1991, considerada improvável, e a produção não atingiu um número significante.

### Harpoon Block IE
A versão Block IE estava dotada de uma cabeça com tracker óptico, emprestada do AGM-62 Walleye, um receptor GPS e a ligação de dados do míssil AGM-65 Maverick. Oferecia um alcance médio, mantendo a usabilidade em todas as condições atmosféricas, podendo ser utilizada para ataque de navios nas docas, já que estão tipicamente próximos uns dos outros, ou alvos terrestres. A reutilização da electrónica e sensores já ao serviço em outras armas permitiu reduzir o custo de produção associado.

## Características gerais

Testes de lançamento do Harpoon Block II a partir do USS Thorn.

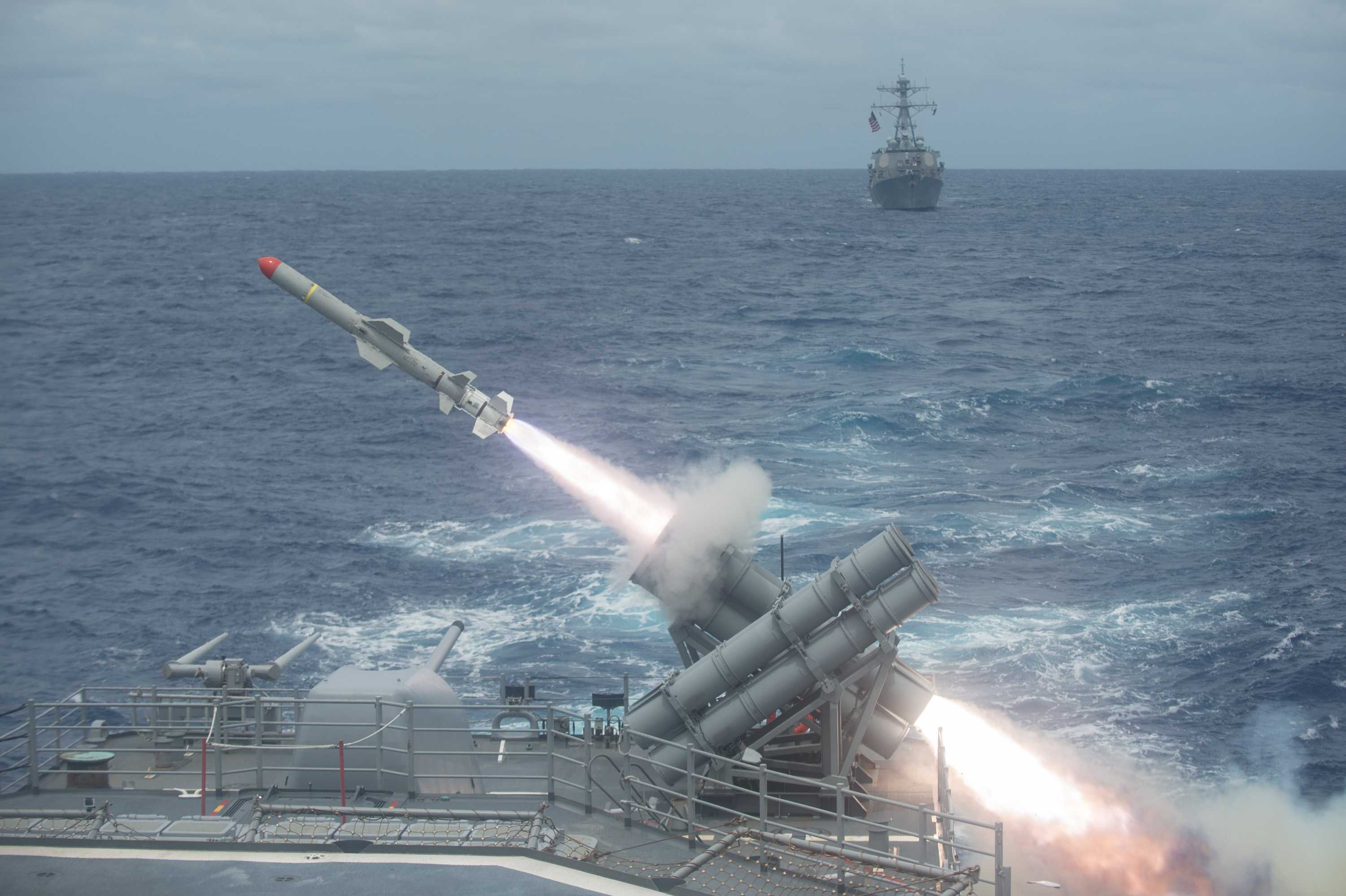
Um tubo de lançamento naval para o Harpoon, com um míssil sendo disparado a partir do cruzador USS Shiloh.

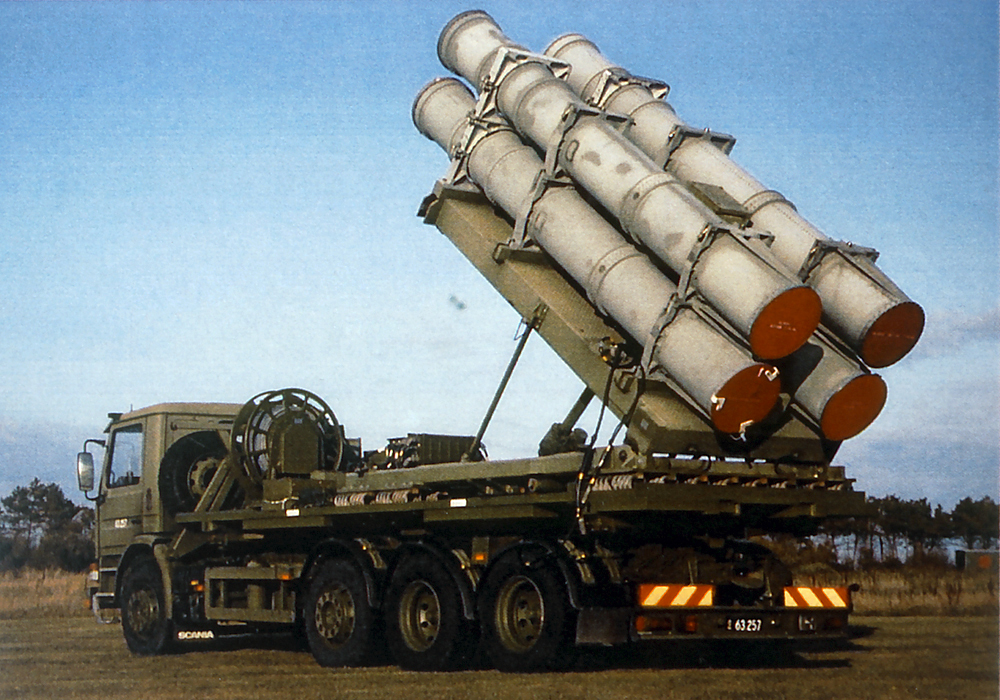
Um lançador móvel terrestre da marinha dinamarquesa.

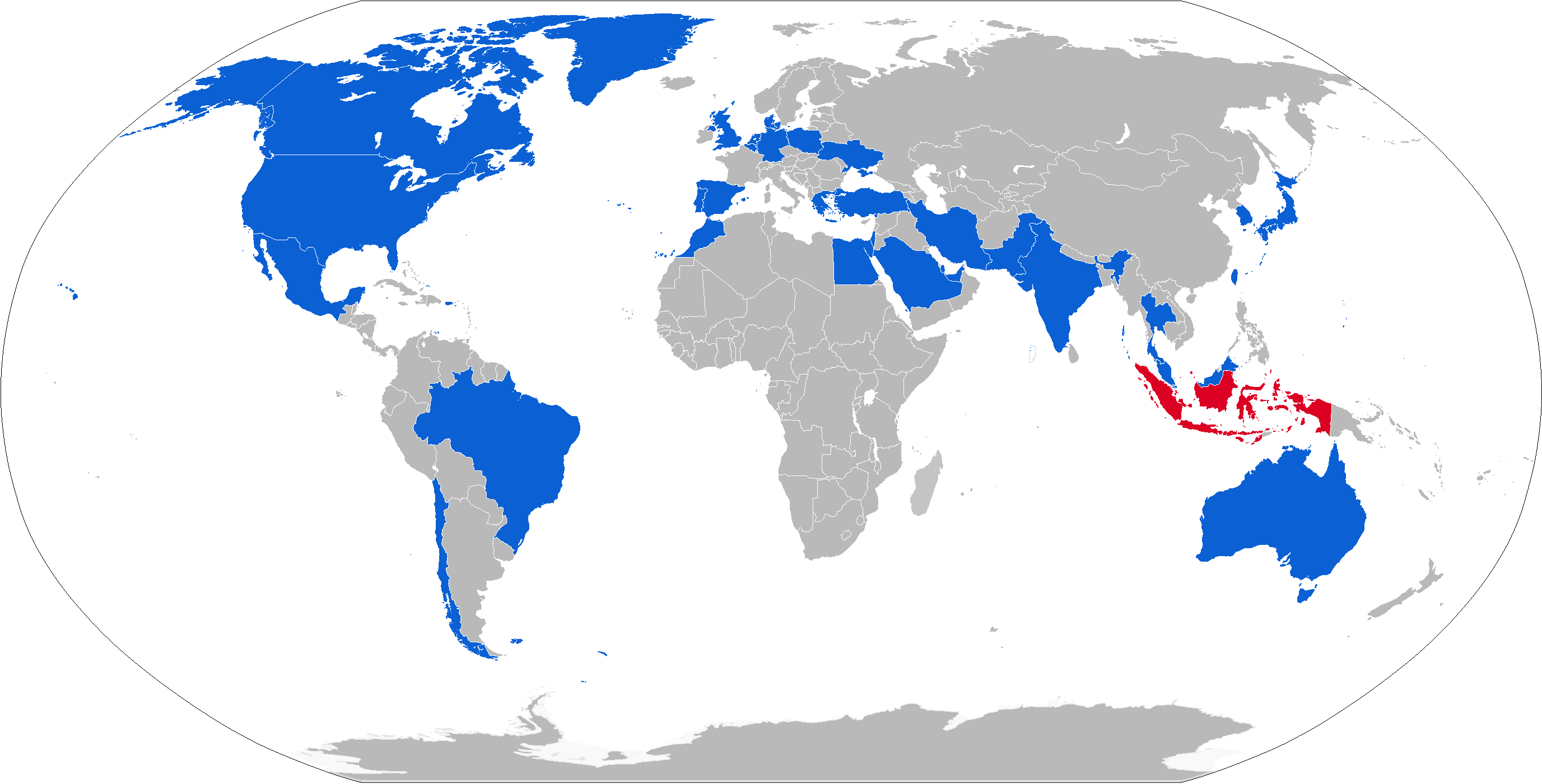
Em azul, países operadores do míssil Harpoon.

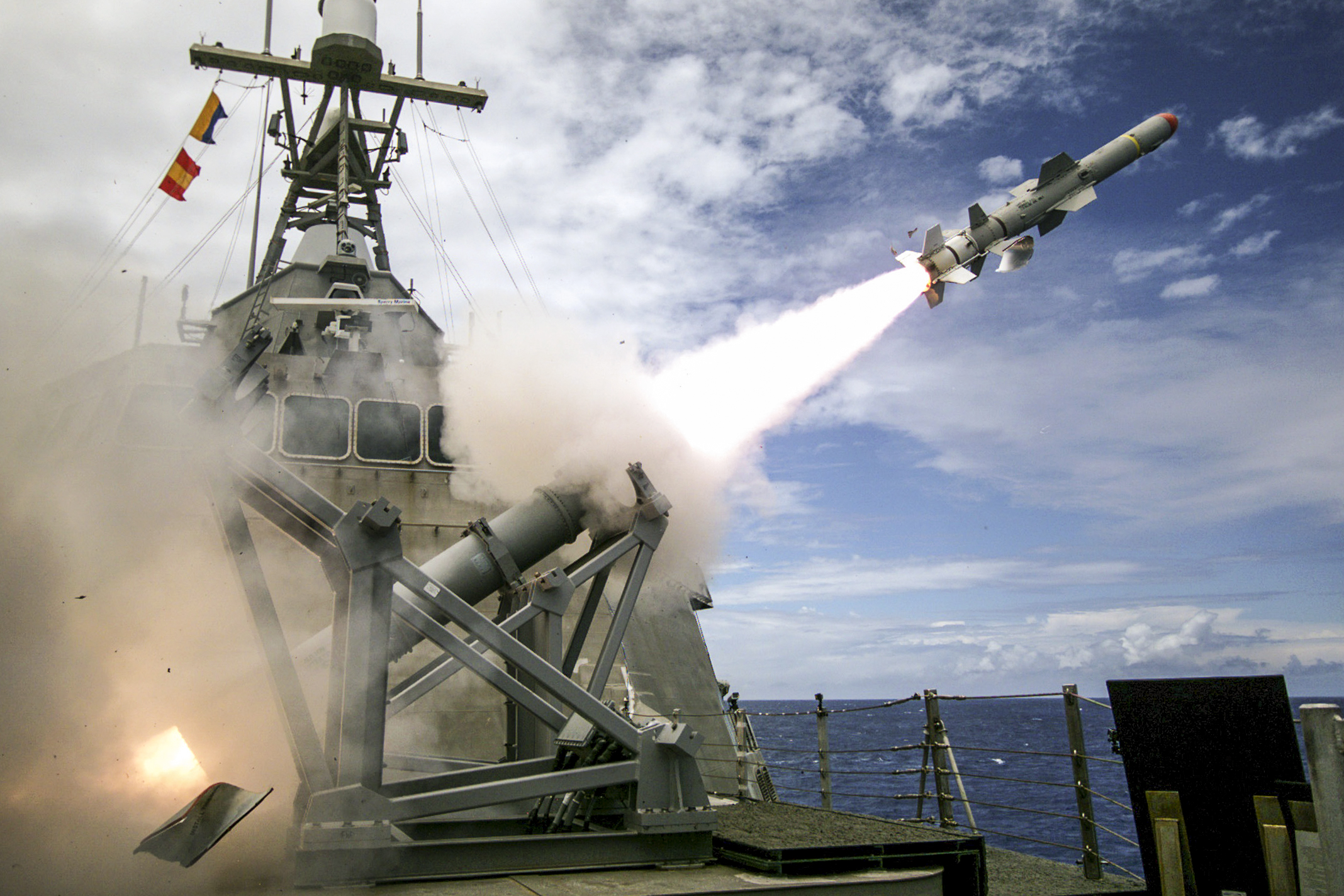
A embarcação americana USS Coronado disparando um Harpoon tipo Block 1C.

- Função primária: Míssil antinavio, lançado a partir do ar, superfície ou submarino;
- Fabricante: Boeing Integrated Defense Systems
- Alimentação: Teledyne J402 turbojet, 660 lbf (2.9 kN) de propulsão, e propelente específico para lançamentos de superfície e submarinos
- Comprimento: 
  - Lançamento aéreo: 3.8 m (12 ft 7 in)
  - Lançamento de superfície ou submarino: 4.6 m (15 ft)
- Peso: 
  - Lançamento aéreo: 519 kg (1,160 lb)
  - Lançamento de superfície ou submarino com lançador multi-míssil: 628 kg (1,523 lb)
- Diâmetro: 340 mm (13.5 in)
- Envergadura: 910 mm (3 ft)
- Alcance: Over-the-horizon
  - AGM-84D - 220 km (120 nm)
  - RGM/UGM-84D - 140 km (75 nm)
  - AGM-84E - 93 km (50 nm)
  - AGM-84F - 315 km (170 nm)
  - AGM-84H/K- 280 km (150 nm)
- Velocidade: Subsónico, ca. 850 km/h (460 nós, 240 m/s, 530 mph)
- Guiamento: Cruzeiro de baixa altitude por radar altímétrico e guiamento pre-set, radar ''homing'' activo na fase terminal
- Ogiva: 221 kg (488 lb), ogiva de penetração com alto explosivo
- Custo unitário: US$720,000
- Data do lançamento:
  - Lançamento de navio (RGM-84A): 1977
  - Lançamento aéreo (AGM-84A): 1979
  - Lançamento submarino (UGM-84A): 1981
  - SLAM (AGM-84E): 1990
  - SLAM-ER (AGM-84H): 1998 (entrega); 2000 (capacidade operativa (IOC))
  - SLAM-ER ATA (AGM-84K): 2002 (IOC)